# Dinastia Bassarabe
A Dinastia Bassarabe ou Casa de Bassarabe (também Bazarab ou Bazaraad, em romeno: Basarab, pronuncia-se [basaˈrab]) foi uma família governante de origem cumana, que teve um papel importante no estabelecimento do Principado da Valáquia, dando ao país a sua primeira linhagem de príncipes, intimamente relacionada com os governantes Mușatin da Moldávia. Seu status como dinastia torna-se problemático pelo sistema eletivo oficial, que implicava que os membros masculinos da mesma família, incluindo filhos ilegítimos, fossem escolhidos para governar por um conselho de boiardos (na maioria das vezes, a eleição era condicionada pela força militar exercida pelos candidatos). Após o governo de Alexandru I Aldea (terminado em 1436), a casa foi dividida pelo conflito entre os Dănești e os Drăculești, ambos reivindicando legitimidade. Vários governantes tardios de Craiovești reivindicaram descendência direta da Câmara após seu eventual desaparecimento, incluindo Neagoe Basarab, Matei Basarab, Constantin Șerban, Șerban Cantacuzino e Constantin Brancoveanu.
Os governantes geralmente mencionados como membros da Casa incluem (em ordem cronológica do primeiro governo) Mircea, o Velho, Dan II, Vlad II Dracul, Vlad III, o Empalador, Vlad, o Monge, Radu IV, o Grande e Radu de Afumați.

## Nome e origem
A dinastia recebeu o nome de Basarab I, que conquistou a independência da Valáquia do Reino da Hungria.
O nome é provavelmente de origem cumana ou turca pechenegue e provavelmente significa "pai governante". Basar era o particípio presente do verbo "governar", derivados atestados nas línguas Quipechaques antigas e modernas. O historiador romeno Nicolae Iorga acreditava que a segunda parte do nome, - aba ("pai"), era um título honorário, reconhecível em muitos nomes cumanos, como Terteroba, Arslanapa e Ursoba.
O "possível" pai de Basarab, Thocomerius, também tinha um suposto nome cumano, identificado como Toq-tämir, um nome cumano e tártaro bastante comum no século XIII. As crônicas russas por volta de 1295 referem-se a um Toktomer, um príncipe do Império Mongol presente na Crimeia.
A origem cumana ou pechenegue do nome é que a situação deve ter sido muito semelhante à descrita em conexão com a família Asen cem anos antes. Como Asen e sua família, que não eram de origem búlgara, e que fundaram uma dinastia e se tornaram búlgaros, Basarab e sua família também eram presumivelmente de origem cumana, fundaram uma dinastia e se tornaram romenos.

## Árvore Genealógica

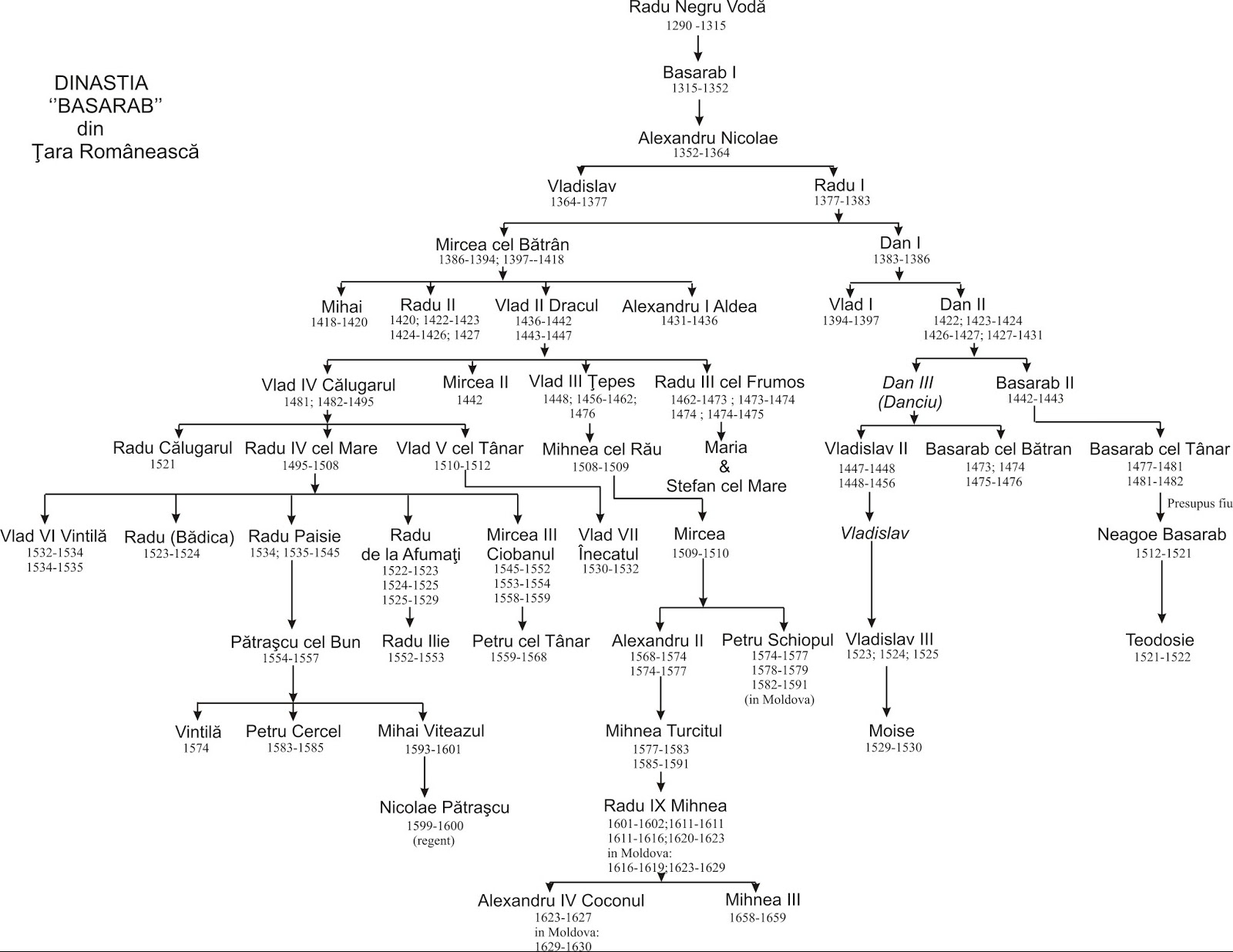
Dinastia Basarabilor

## Legado
O nome Basarab é a origem de vários nomes de lugares, incluindo a região da Bessarábia (hoje parte da Moldávia e da Ucrânia) e algumas cidades, como Basarabi na Romênia, Basarabeasca na República da Moldávia e Basarbovo na Bulgária.
A própria rainha Elizabeth II do Reino Unido era descendente da princesa Stanca de Basarab (1518?-1601) como descendente de oitava geração de Claudine Rhédey von Kis-Rhéde de Erdőszentgyörgy, uma condessa húngara da família Teck-Cambridge. Elizabeth também era a décima quinta sobrinha bisneta de Vlad, o Empalador.